# Kościół św. Jakuba w Škofjej Loce
Kościół św. Jakuba – rzymskokatolicka świątynia parafialna w słoweńskim mieście Škofja Loka.

## Historia
Kościół zbudowany w XIII wieku. Prezbiterium ze sklepieniem gwiaździstym i dzwonnica zostały dobudowane odpowiednio w 1524 i 1532 roku. Na początku XVIII wieku wykonany został ołtarz z czarnego marmuru.